# Kannauj
Kannauj (Hindi कन्नौज) ist eine Großstadt und Distriktshauptstadt mit ca. 120.000 Einwohnern im nordindischen Bundesstaat Uttar Pradesh. 

## Lage und Klima
Kannauj liegt im fruchtbaren, aber nahezu steinlosen Schwemmlandgebiet des Doab zwischen Ganges (ca. 10 km östlich) und Yamuna (gut 100 km südwestlich) in einer Höhe von ca. 135 m. Die nordwestlich gelegene indische Hauptstadt Delhi ist ca. 440 km (Fahrtstrecke) entfernt, die südöstlich gelegenen Millionenstädte Lakhnau und Kanpur dagegen nur etwa 125 bzw. 85 km. Das Klima ist meist warm und außerhalb der Monsunzeit eher regenarm.

## Bevölkerung
Ungefähr 62,5 % der Stadtbewohner sind Hindus, ca. 36,6 % sind Muslime; der Rest entfällt auf andere Religionsgruppen (Sikhs, Buddhisten, Jains, Christen). Der Männeranteil übersteigt den der Frauen um etwa 10 %.

## Wirtschaft
Kannauj liegt in einer landwirtschaftlichen Umgebung; in früheren Zeiten lag sie zudem an einem oft genutzten Handelsweg. Eine Besonderheit sind die vielen Blumenfelder zur Gewinnung von Blüten, die seit der Mogul-Zeit (vielleicht schon früher) die Grundlage der hier betriebenen Parfümherstellung bilden. Auch der Anbau und die Verarbeitung von Tabak zu Beedis und Zigaretten spielen eine Rolle.

## Geschichte
Bereits in den Hindu-Epen Mahabharata und Ramayana wird Kannauj unter den Namen Kuśasthala und Kanyakubja erwähnt. Die chinesischen Mönche Faxian und Xuanzang besuchten die Stadt im 5. bzw. 7. Jahrhundert, als sie vom Gupta-Reich kontrolliert wurde. Auch Harshavardhana (reg. 606–647), der Kannauj zu seiner Hauptstadt erkor, und die Pratihara hinterließen ihre Spuren. Andere indische Reiche wie die Pala, die Gahadavala oder die Rashtrakuta versuchten hier Einfluss zu gewinnen, doch nur den Chandella-Herrschern gelang dies zeitweise im ausgehenden 10. Jahrhundert. Mit den siegreichen Feldzügen des islamischen Eroberers Mahmud von Ghazni im Norden Indiens im Jahr 1018 begann der allmähliche Niedergang der Stadt. Im Jahr 1540 besiegte der afghanisch-stämmige Usurpator Sher Shah Suri den zweiten Großmogul Humayun in der Schlacht bei Kannauj.

## Sehenswürdigkeiten
Trotz der günstigen Lage der Stadt und ihrer langen und wechselvollen Geschichte gibt es keine historischen Tempelbauten mehr. Der bedeutendste Tempel der Stadt, der dem Gott Shiva geweihte Gauri Shankar Temple, ist ein Bau aus dem 20. Jahrhundert. Historische Hinterlassenschaften wie Skulpturen etc. werden im Archäologischen Museum der Stadt gezeigt.
Umgebung
Die etwa 30.000 Einwohner zählende Pilgerstadt Tirwa liegt etwa 20 km südwestlich und überzeugt mit drei Tempelbauten.